# Abdelaziz Thâalbi
Abdelaziz Thâalbi (arabe : عبد العزيز الثعالبي), né le 5 septembre 1876 à Tunis et mort le 1er octobre 1944 à Tunis, est un homme politique tunisien.
Il est le fondateur du Destour en 1920, parti politique duquel émerge le Néo-Destour du futur président de la République tunisienne Habib Bourguiba.
Il est l'auteur du manifeste La Tunisie martyre.

## Biographie

### Formation et débuts en politique
Né d'un père notaire, issu d'une famille algérienne qui a fui l'occupation française, il suit une éducation traditionnelle et effectue ses études à la Zitouna de Tunis. En décembre 1895, il fonde le journal Sabil Errachad où se manifeste sa tendance pour des discussions religieuses ; le journal est interdit en avril 1896. Thâalbi quitte la Tunisie et visite la Turquie, l'Arabie et l'Égypte d'où il est expulsé en 1902. Il se réinstalle à Tunis en 1904 après un voyage en Algérie et au Maroc. En juillet 1904, il mène campagne contre des prédicateurs mais se voit condamné à deux mois de prison par la Driba pour attaques contre la religion, Il se ravise 20 ans plus tard pendant son exil et répudie ses écrits qui l'avaient conduit à cette condamnation. Il milite aussi au sein du mouvement des Jeunes Tunisiens dès 1907. À partir du 8 novembre 1908, devenu le lieutenant d'Ali Bach Hamba, il rédige l'édition arabophone du journal Le Tunisien.
Thâalbi prend part à tous les premiers combats du mouvement national. Ainsi, il prend part en 1910 à la protestation des étudiants de la Zitouna. En 1911, il participe à l'affaire du Djellaz et, en 1912, il s'illustre lors de l'affaire du boycott des tramways tunisois. Cet activisme lui vaut d'être à nouveau expulsé avec six dirigeants nationalistes en 1912. Il retourne en Tunisie en 1914 après un passage par la France et en Inde où il aurait été envoyé par l'université al-Azhar pour étudier la question des intouchables.

### Fondation du Destour
Le 10 juillet 1919, Thâalbi quitte Tunis en état de siège pour Paris en tant que délégué des nationalistes. Il prend contact avec des militants de la gauche française et contribue à faire connaître la cause tunisienne à travers leurs journaux. Alors qu'il est à Paris, il reçoit un programme en neuf points rédigé par ses partisans à Tunis, qu'il remanie toutefois. Les revendications s'articulent autour de l'octroi d'une Constitution (destour en arabe) à la Tunisie. C'est alors que naît le Parti libre constitutionnel tunisien, communément appelé Destour.
Avec Ahmed Sakka, il rédige et publie à Paris, en 1920, le manifeste La Tunisie martyre. En raison de ce manifeste, il est arrêté le 31 juillet et transféré à Tunis. Emprisonné, il passe devant le conseil de guerre pour complot contre la sûreté de l'État. Il bénéficie néanmoins d'un non-lieu et se voit amnistié le 1er mai 1921. Après sa libération, il préside le Destour à partir du 21 mai. Menacé par des poursuites, Thâalbi quitte à nouveau la Tunisie en 1923.

### Années d'exil
Durant son exil, Thâalbi se rend en Italie, en Égypte et en Irak : il prend contact avec de nombreux leaders nationalistes et participe à de nombreux congrès panarabes, dont le congrès de Jérusalem (1931), et à de nombreux congrès panislamiques. Sa notoriété grandit et en fait l'un des leaders du mouvement panislamique. Il continue à parcourir plusieurs pays du monde musulman allant jusqu'aux Indes néerlandaises (actuelle Indonésie).
C'est pendant cet exil que sa pensée idéologique murit, pour atteindre la finalité de sa pensée.
Ami d'Abdelhamid Ben Badis, président de l'Association des oulémas musulmans algériens, il continue à présider le Destour durant son exil. En Tunisie, les militants destouriens continuent à réclamer son retour qui se fait en juillet 1937, soit quatorze ans après son départ forcé.

### Retour en Tunisie et confrontation avec Bourguiba
En rentrant en Tunisie, le 5 juillet 1937, son arrivée est fêtée par 10 000 personnes qui l'attendent. Thâalbi souhaite à son arrivée forger un grand parti nationaliste qui fédérerait les partisans du Destour et du Néo-Destour. En effet, le Destour avait connu en 1934 une scission qui avait fait émerger deux tendances dont la plus revendicative, celle du Néo-Destour, était conduite par Habib Bourguiba. En dépit d'une rencontre et d'une motion d'union le 5 août, les deux partis continuent à s'opposer et le projet d'union de Thâalbi échoue. Le jeune leader Bourguiba œuvre au contraire à discréditer Thâalbi lors de ses tournées de propagande. Lorsqu'il se rend au Sahel, fief de Bourguiba, Thâalbi est ainsi injurié et reçu à coups de pierres.
Le 25 septembre, Abdelaziz Thâalbi échappe de peu à un attentat dans la ville de Mateur, au nord de la Tunisie, alors qu'il entreprend une tournée de propagande. Le même jour, des affrontements entre les deux clans ont lieu dans la ville en présence de Thâalbi et font un mort et vingt blessés. Thâalbi appelle alors à éviter les affrontements avec le Néo-Destour.
Le règne de Moncef Bey permet néanmoins de souder l'ensemble de la résistance sous l'autorité et l'image du bey, sa destitution le 14 mai 1943 et sa mort en 1948 signant la fin de la cohésion du bloc résistant.
Au sommets des tensions, les deux partis ont des idées très différentes : le Destour de Thaalbi passe pour l'aile radicale de la résistance n'acceptant aucun compromis et la continuité du système beylical, mais avec les réformes du moncéfisme et un pouvoir religieux, le Néo-Destour de son côté représentant l'aile modérée très ouverte aux négociations avec Paris et l'établissement d'une république, sans que le futur président Bourguiba n'indique la possession unique du pouvoir et des richesses pour lui et les siens, sans oublier un laïcisme qui sera sanguinaire contre les réfractaires, en particulier des Tunisiens du Sud,.
Thâalbi a beau dénoncer les ambitions des dirigeants du Néo-Destour qu'il traite de voyous, sa notoriété est en perte de vitesse. Après de nouveaux affrontements à Béja avec les partisans de Bourguiba, souhaitant éviter une guerre fratricide, il se borne à reprendre la tête du Destour.
Mort le 1er octobre 1944 à Tunis, ses obsèques sont l'occasion pour les dirigeants du Néo-Destour d'être présents comme toutes les franges du mouvement national qui lui rendent hommage en voyant en lui l'un des pères-fondateurs du nationalisme tunisien.

## Héritage
Son rôle capital dans l'indépendance du pays reste très longtemps passé sous silence pendant la période autoritaire du Néo-Destour, qui place Habib Bourguiba comme le « libérateur et père du pays ». Sa pensée renaît à partir de la révolution de 2011 avec la chute de la dictature et l'utilisation du personnage par le parti Ennahdha. La libération de la parole sur les très nombreux crimes du régime entache le roman national bourguibiste et permet indirectement l'ascension de Thâalbi pour une partie du peuple à la recherche d'un nouveau « père »,.